# A Hungarian Tribute To Burzum: Life Has New Meaning
A Hungarian Tribute To Burzum: Life Has New Meaning este o compilație-tribut alcătuită din piese care aparțin lui Burzum. Acest tribut muzical este realizat de către diverse formații din Ungaria. Toate piesele sunt versiuni "cover" ale pieselor originale.
S-au produs doar 1000 de copii.

## Lista pieselor
1. Teurgia - "Dunkelheit" (06:29)
2. Toween - "Lost Wisdom" (04:42)
3. Aetherius Obscuritas - "Ea, Lord Of The Depths" (04:48)
4. Invictus - "Die Liebe Nerþus'" (02:29)
5. Athame - "Beholding The Daughters Of The Firmament" (07:52)
6. Domhring - "Stemmen Fra Tårnet" (05:58)
7. Adversor - "My Journey To The Stars" (07:25)
8. Gholgoth - "Key To The Gate" (04:49)
9. Anakron - "Dauði Baldrs" (05:28)
10. HunderWorld - "Jesus' Death"[1] (08:30)
11. Baskiria - "War" (03:25)
12. Funebre - "Ha elérkezik az este"[2](06:25)